# Jokbo
Jokbo [cokpˈo] bedeutet wörtlich „Sippengenealogie“. Es ist ein Buch des Familienstammbaums in Korea. Wann Jokbo in Korea entstand ist nicht gesichert. Sicher ist jedoch, dass es während der Joseon-Dynastie, beginnend ab dem 16. Jahrhundert, von der Oberschicht Yangban streng geführt wurde. Im Jokbo spiegeln sich auch die gesellschaftlichen Strukturen von Vergangenheit bis heute in Korea.
In der Großstadt Daejeon existiert ein Jokbo Museum.
Ein Film von Im Kwon-taek trägt den Namen Jokbo (The Genealogy, 1978).